# Diaea jucunda
Diaea jucunda là một loài nhện trong họ Thomisidae.
Loài này thuộc chi Diaea. Diaea jucunda được Tord Tamerlan Teodor Thorell miêu tả năm 1881.